# Данканвил (Тексас)
Данканвил (енгл. Duncanville) град је у америчкој савезној држави Тексас. По попису становништва из 2010. у њему је живело 38.524 становника.

## Демографија
Према попису становништва из 2010. у граду је живело 38.524 становника, што је 2.443 (6,8%) становника више него 2000. године.
| Група             | 2000.          | 2010.          |
| Белци             | 20.388 (56,5%) | 12.461 (32,3%) |
| Афроамериканци    | 8.934 (24,8%)  | 11.478 (29,8%) |
| Азијати           | 717 (2,0%)     | 647 (1,7%)     |
| Хиспаноамериканци | 5.522 (15,3%)  | 13.480 (35,0%) |
| Укупно            | 36.081         | 38.524         |